# Sussuapara (kommun i Brasilien)
Sussuapara är en kommun i Brasilien.   Den ligger i delstaten Piauí, i den östra delen av landet, 1 200 km nordost om huvudstaden Brasília. Antalet invånare är 6 235.
Omgivningarna runt Sussuapara är huvudsakligen savann. Runt Sussuapara är det ganska glesbefolkat, med 50 invånare per kvadratkilometer.